# Sventevith (Storming Near the Baltic)
Sventevith (Storming Near the Baltic) je debutové studiové album skupiny Behemoth vydané v roce 1995 vydavatelstvím Pagan Records. Album bylo nahráno v prosinci 1994 v Warrior Studio ve spolupráci s Krzysztofem „Kris“ Maszotem.

## Seznam skladeb
1. „Chant of the Eastern Lands“ (hudba: Nergal, text. Nergal) - 5:37
2. „The Touch of Nya“ (instrumental) (Nergal) - 0:53
3. „From the Pagan Vastlands“ (hudba: Nergal, text. Tomasz Krajewski) - 4:24
4. „Hidden in the Fog“ (hudba: Nergal, text: Tomasz Krajewski) - 6:45
5. „Ancient“ (hudba: Demonious) - 1:57
6. „Entering the Faustian Soul“ (hudba: Nergal, text. Nergal) - 5:28
7. „Forgotten Cult of Aldaron“ (hudba: Nergal, text. Nergal) - 4:32
8. „Wolves Guard My Coffin“ (hudba: Nergal, text. Nergal) - 4:26
9. „Hell Dwells in Ice“ (hudba: Demonious, text. Nergal) - 5:45
10. „Transylvanian Forest“ (hudba: Nergal, text. Nergal) - 4:53
11. „Sventevith (Storming Near the Baltic)“ (hudba: Nergal, text. Nergal) - 6:07